# 许家坝镇
许家坝镇，是中华人民共和国贵州省铜仁市思南县下辖的一个乡镇级行政单位。

## 行政区划
许家坝镇下辖以下地区：
街联社区、许家坝村、客店村、潘家宅村、杨家山村、舟水村、万塘村、龙塘村、蒲家寨村、通树堡村、坑水村、三江村、水车坝村、堆上村、枫香坝村、兴隆场村、代家山村、三雷坝村、笔架村、坝竹村、胡家寨村和黎家坝村。

## 中国传统村落
2013年8月，舟水村被评为第二批中国传统村落。